# Dzięcioł szkarłatnoczuby
Dzięcioł szkarłatnoczuby (Campephilus melanoleucos) – gatunek średniej wielkości ptaka z rodziny dzięciołowatych (Picidae). Występuje od Panamy po Paragwaj i skrajnie północną Argentynę. Nie jest zagrożony wyginięciem.

## Podgatunki i zasięg występowania
Całkowity zasięg występowania szacowany jest na 13 300 000 km². Wyróżnia się następujące podgatunki:
- C. m. malherbii G.R. Gray, 1845 – zachodnia Panama do północnej i centralnej Kolumbii
- C. m. melanoleucos (J.F. Gmelin, 1788) – Kolumbia do Gujany, Surinamu i Gujany Francuskiej, na południe do Boliwii, Paragwaju i skrajnie północno-wschodniej Argentyny
- C. m. cearae (Cory, 1915) – wschodnia i południowa Brazylia

## Morfologia
Długość ciała wynosi 33–38 cm, masa ciała 180–285 g. Pozostałe wymiary dla podgatunku malherbii wynoszą: skrzydło 181–188 mm, ogon 100–177,2 mm, skok 35,1–36,6 mm, dziób 41,2–51,9 mm.
Dziób opisywany jako biały, ciemny białawy, ciemnoszary lub koloru kości słoniowej, ale zwykle z szarawym odcieniem. Tęczówki opisywane jako białe, miodowożółte bądź jasnożółte. Publikacja z 1991 roku, opisująca ptaki z południowej Wenezueli, twierdzi, że tamtejsze samce posiadają żółte, samice zaś czerwone tęczówki. Dookoła oka naga, szara skóra. Wierzch głowy, jej przód, boki i tył intensywnie czerwone z czubem. U samic czoło czarne. Wzdłuż boków głowy i szyi aż do karku biegnie biały pas. Wierzch ciała, łącznie ze skrzydłami i sterówkami czarne. Gardło, broda i pierś czarne. Brzuch jak i cały spód ciała czarno-biało prążkowany.

## Ekologia i zachowanie
Żeruje na drzewach na wysokości 6–25 metrów nad ziemią. Przebywa w parach lub małych grupach. Potrafi chodzić po spodzie gałęzi lub zawisać głową w dół. Żywi się głównie zamieszkującymi drewno owadami i larwami.

### Lęgi
Gniazdo mieści się w dziuple wykuwanej przez oba ptaki z pary. Wejście ma średnicę 45–50 cm. Samica składa 2–3 białe jaja, niekiedy 4. Inkubacja trwa 9–14 dni, wysiadują oboje rodzice. Oba ptaki sprawują także opiekę nad młodymi i karmią je. Opuszczają gniazdo po 3–4 tygodniach od wyklucia.

## Status
Międzynarodowa Unia Ochrony Przyrody (IUCN) uznaje dzięcioła szkarłatnoczubego za gatunek najmniejszej troski (LC – Least Concern). W 1996 roku gatunek opisano jako dość pospolity. W 2019 roku organizacja Partners in Flight szacowała, że liczebność światowej populacji mieści się w przedziale 5–50 milionów dorosłych osobników, a jej trend jest umiarkowanie spadkowy.